# Waldfonds
Ein Waldfonds ist ein Investmentfonds, der in die Anlageklasse Wald investiert. Es handelt sich vielfach um eine ökologische Geldanlage bzw. ein ethisches Investment.

## Beschreibung
Bei einem Waldfonds wird das Kapital in Wälder investiert. Meistens erfolgt dies in Nord-, Mittel- oder Südamerika, weil dort in der Vergangenheit durchschnittlich deutlich höhere Renditen erzielt wurden. Einige Anbieter investieren in Plantagen in Südosteuropa. Investiert wird überwiegend in Plantagenwirtschaft, das heißt in die Monokultur einer Baumart (Eukalyptus, Kiefer, Teak etc.). Ökologisch sinnvoller, aber deutlich seltener sind Waldfonds, bei denen in Aufforstung tropischer Mischforste oder die nachhaltige Bewirtschaftung nahezu ursprünglicher Regenwälder investiert wird. 
Nachdem die Bäume herangewachsen sind, werden sie großteils gefällt und das Holz verkauft. Die Differenz zwischen dem investierten Kapital und dem Holzverkaufserlös ist die Rendite dieser Investitionsform. Hinzu kommen für die Investoren möglicherweise Erlöse aus dem Verkauf von CO2-Emissionszertifikaten, Samen und Setzlingen. 
Die positiven ökologische Nebeneffekte: Solange die Bäume wachsen, entziehen sie der Atmosphäre CO2 und speichern dies dauerhaft in Holz. Die Einhaltung der sozio-ökologischen Kriterien kann beispielsweise von der Forest Stewardship Council (FSC) überwacht werden. Sofern Brach- und Weideflächen mit Mischforsten aufgeforstet werden, hat dies zudem einen positiven Einfluss auf die Artenvielfalt. Einen entscheidenden Einfluss auf die Biodiversität hat auch ein möglichst hoher Anteil an Naturwaldrelikten bzw. Naturwaldzellen, das heißt unbewirtschafteten Waldflächen.

## Formen
Waldfonds können in unterschiedlichen Formen angeboten werden. Überwiegend werden geschlossene Fonds vertrieben. Jedoch sind auch offene Investmentfonds, Schuldverschreibungen oder Unternehmensanteile auf dem Markt.

## Eigenschaften der Anlageklasse
Der Anleger trägt das unternehmerische Risiko der Anlage. Im Extremfall können Forstgebiete von Naturkatastrophen völlig vernichtet werden, in diesem Fall hätte man einen Totalverlust, sofern dies nicht versichert ist oder der Anleger einen Teil des Landes miterworben hat. Die künftigen Holzpreise und damit die Rendite sind unsicher, der Markt ist für Kleinanleger oft schwer zu durchschauen. Das Kapital ist wenig liquide: Es ist üblicherweise über einen langen Zeitraum von bis zu 30 Jahren gebunden, Anteile lassen sich nur schwer vorab verkaufen. Sofern sich die Wälder im Ausland befinden, kann ein rechtliches Risiko sowie ein Länderrisiko hinzukommen. Die Stiftung Warentest spricht deshalb bei Waldinvestments von einer „hochspekulativen Anlage“.
In einem Test im Jahr 2018 kam die Stiftung Warentest zu dem Schluss, dass alle getesteten Anlageprodukte mangelhaft waren. Hauptkritikpunkte waren mangelnde Transparenz und die angegebenen aber nicht nachvollziehbaren erwarteten Holzpreise. Nur wenn man bereit ist, den gleichen Betrag zu spenden, sollte man Waldinvestments zeichnen, so die Empfehlung.
Umgekehrt bestehen unternehmerische Chancen. Als Sachanlage sind Waldfonds tendenziell gegen Inflation geschützt. Der Anleger profitiert von historisch betrachtet steigenden Holz- und Landpreisen.
Inwieweit die Entwicklung der Waldpreise mit der Wertentwicklung anderer Anlageklassen korreliert, ist umstritten.

## Bezeichnungen
Investments in Wald werden unter einer Vielzahl von Markennamen wie „WaldInvest“, „BaumInvest“, „WaldSparBuch“ oder „BaumSparVertrag“ angeboten.
Einzahlungen in einen Baumsparvertrag sind steuerlich grundsätzlich nicht relevant und daher weder als Sonderausgabe noch als Werbungskosten/Betriebsausgabe abzugsfähig.